# Wolfgang Rennert
Wolfgang Rennert (Colonia, 1 de abril de 1922 - Berlín, 24 de marzo de 2012) fue un director de orquesta alemán.

## Biografía
Wolfgang Rennert era el hijo más joven del conserje de escuela del distrito, Alfred Traugott Rennert (* 1879) y de Adelheid Rennert. Su hermano mayor, fue el director Günther Rennert. Wolfgang Rennert completó su formación en el "Mozarteum Salzburg" con Clemens Krauss. A partir de 1947, fue primer répétiteur en la ópera de Düsseldorf. De 1950 a 1953, fue director de estudios y director de la ópera de Kiel, hasta 1967 primer director y subdirector musical de la ópera de Frankfurt, por aquel entonces director titular del "Theater am Gärtnerplatz" de Munich. El intendente Hans Pischner en la temporada 1968/69 lo contrató, primero como profesor invitado a la ópera Estatal alemana de Berlín Este, a partir de 1972 con un extenso contrato como "Oberspielleiter" musical. Hasta finales de los setenta, Rennert trabajó allí con los directores Ruth Berghaus, Erhard Fischer, Harry Copper , Luca Ronconi y dirigió a la "Staatsoper Unter den Linden" hasta mediados de los noventa. De 1980 a 1985 fue director musical general y director de ópera en el Teatro Nacional de Mannheim. Como especialista para R. Strauss, Mozart o R. Wagner. Siempre recibió compromisos del extranjero, desde la "Royal Opera House Covent Garden" de Londres, la Ópera de San Francisco, la Ópera de Dallas; dirigió en muchas ocasiones en Italia en los 70 y 80, desde 1985 como primer director invitado en Copenhague, en los años 90 en Lisboa. En 1991 inició una fructífera carrera musical como director invitado permanente del "Semperoper" de Dresden, donde dirigió Don Giovanni y La flauta mágica de Mozart en 2008.